# Cyardium variegatum
Cyardium variegatum är en skalbaggsart som beskrevs av Aurivillius 1913. Cyardium variegatum ingår i släktet Cyardium och familjen långhorningar.
Artens utbredningsområde är Sarawak. Inga underarter finns listade i Catalogue of Life.